# Kościół ewangelicki na Podgórzu
Kościół ewangelicko-unijny na Podgórzu – kościół ewangelicko-unijny budowany w latach 1896–1897. Kościół należał do parafii powstałej w 1893 roku. Zniszczony w czasie II wojny światowej

## Architektura
Był to gmach w stylu neogotyckim o wymiarach 30 x 12,8 m i wysokości 6,25–7,6 m. Dach był pokryty papą. Do kościoła przynależała niewielka zakrystia i dwuklasowa szkoła, połączona korytarzem z kościołem. Wejście do świątyni mieściło się od strony głównej ulicy, choć świątynia była od niej odsunięta.

## Historia
Kościół budowano w latach 1896–1897. W 1903 roku zaprojektowano plebanię. W 1936 roku rozbudowano szkołę mieszczącą się przy kościele. W 1937 roku ufundowano dzwonnicę.
We wrześniu 1939 roku armia niemiecka zbombardowała kościół. Prawdopodobnie w kościele mieściło się stanowisko obrony przeciwlotniczej. W kwietniu 1942 roku Niemcy zarekwirowali dzwony brązowe o wadze od 675 do 1050 kg. W czerwcu 1945 roku dzwony wróciły przeniesiono do Kościoła św. Szczepana (o nie zabiegał również ksiądz Bernard Polzin z parafii św. Apostołów Piotra i Pawła). Pismo w sprawie przydzielenia dzwonów do kościoła św. Szczepana pochodzi z 7 sierpnia 1945 roku. Zburzony budynek rozebrano.
W miejscu dawnej plebanii powstał Zespół Opiekuńczo-Leczniczy ss. serafitek.